# Adolphe Ducobu
Adolphe Emile Ghislain Ducobu (Boussu, 11 juli 1918 - Bergen, 11 februari 1979) was een Belgisch volksvertegenwoordiger.

## Levensloop
Geboren in de Borinagestreek als zoon van een ijzerdraaier en een huisvrouw, militeerde Adolphe Ducobu vanaf jonge leeftijd voor de afdeling van de christelijke jongerenbeweging JOC in Boussu, waarvan hij secretaris-schatbewaarder was. In 1935 werd hij aangeworven als bediende bij de Federatie van Christelijke Vakbonden voor het arrondissement Bergen en van 1935 tot 1948 was hij eveneens secretaris van de christelijke mutualiteit La Famille Prévoyante in Boussu. 
Zijn syndicale carrière werd doorbroken vanwege de Tweede Wereldoorlog, toen de christelijke vakbond weigerde samen te werken met de Duitse bezetter. In 1943 ging hij aan de slag bij de Rijksdienst voor Arbeidsvoorziening en Werkloosheid en tezelfdertijd wijdde hij zich in de clandestiniteit aan het hervormen van de lokale afdelingen van de christelijke vakbond. Ook trad hij toe tot het verzet.
Na de Bevrijding in 1944 hervatte Ducobu zijn loopbaan binnen de christelijke vakbond, die hem in staat stelde om een opleiding tot boekhouder te volgen bij de Nationale Vereniging voor Belgische Boekhouders. Na deze opleiding ging hij in de christelijke vakbond aan de slag als boekhouder en vanaf 1959 als financieel controleur, een functie die hij uitoefende tot in 1971. In 1948 verhuisde Adolphe Ducobu naar Bergen, waar hij van 1948 tot 1951 secretaris was van de christelijke mutualiteit La Fraternelle. Ook was hij er secretaris van de plaatselijke interprofessionele afdeling van de christelijke vakbond.
Ducobu werd politiek actief voor de PSC en werd voor deze partij in 1958 verkozen tot provincieraadslid van Henegouwen. Hij bleef in de provincieraad zetelen tot in 1961 en was van 1965 tot 1974 nogmaals provincieraadslid. Van 1971 tot 1974 was hij bestendig afgevaardigde van de provincie. In september 1973 stichtte Ducobu in het arrondissement Bergen een afdeling van Démocratie Chrétienne, de linkervleugel van de PSC die het gedachtegoed van de christelijke arbeidersbeweging wilde uitdragen.
In 1974 werd Ducobu voorgedragen als lijsttrekker van de PSC-Kamerlijst voor het arrondissement Bergen. Hij werd verkozen in de Kamer van volksvertegenwoordigers en bleef er zetelen tot aan zijn overlijden in februari 1979. In de Kamer kwam hij vooral tussenbeide om de belangen van de Borinage te behartigen, die op dat moment door een diepe economische crisis ging, maar ook om de situatie van in Frankrijk werkzame Belgische grensarbeiders aan te kaarten, zeker nadat de Franse overheid de pensioenen voor Belgische grensarbeiders en hun echtgenoten had ingetrokken. Door het toen bestaande dubbelmandaat zetelde Ducobu van 1974 tot 1979 tevens in de Raad voor de Franse Cultuurgemeenschap.
Ducobu overleed op zestigjarige leeftijd, na lange tijd ziek te zijn geweest. Hij werd in zijn parlementaire mandaten opgevolgd door Albert Liénard.